# Hombre rata
Un hombre rata es un tipo de zoántropo que puede adoptar la forma de rata. Este tipo de criatura aparece en diversos relatos folklóricos y obras de ficción recientes.

## Mitología
En Japón el yokai (espíritu, duende) Tesso (la rata de hierro) es una rata demoníaca que puede crecer hasta el tamaño de un hombre adulto, con dientes y garras de hierro. La historia de Tesso aparece en la obra Heike Monogatari, un poema épico del período Heian que narra las guerras Heike/Taira que dividieron Japón en dos facciones que luchaban por el trono.
El autor Brad Steiger, que en sus obras recopila varios relatos folklóricos y mitológicos sobre licántropos y otras criaturas sobrenaturales afirma que en Oregón se han producido avistamientos de hombres rata, especialmente por niños.

## Juegos de rol y fantasía
En el juego de rol de Dungeons & Dragons los hombres rata son uno de los diversos tipos de cambiaformas. Se clasifican como "licántropos", aunque el término de hecho refleja una forma lupina. En suplemento Aventuras Orientales aparecen como criaturas mitológicas chinas, los Nezumi o "Rátidos", como a menudo son llamados por los humanos, una raza de humanoides bípedos con rasgos de rata. También aparecen en otros juegos de rol de fantasía, inspirados o no por Dungeons & Dragons, como la Leyenda de los cinco anillos, NetHack y Neverwinter Nights.
En el juego de rol Hombre lobo: el apocalipsis existe una especie de hombres rata conocidos como los Ratkin (Piel de rata) y que eran los encargados de controlar el crecimiento de la humanidad mediante el hambre y la pestilencia, hasta que los hombres lobo lucharon con ellos durante la Guerra de la Rabia.
Otro ejemplo de hombres rata aparece en el plano de Kamigawa del juego de cartas de Magic: el Encuentro, una raza de humanoides bípedas conocidos como los Nezumi.
En el juego de rol de fantasía de Palladium, los hombres rata son una especie de cambiaformas que habita en el Corazón Oscuro, un bosque corrompido mágicamente que se encuentra en el sur de la Tierra de los Condenados.

## Ficción
Las ratas se convierten en humanos en el cuento de hadas de Cenicienta y protagonizan muchas adaptaciones como el libro para niños I was a Rat de Philip Pullman.
Los hombres rata aparecen en la saga de novelas de la cazadora Anita Blake, de Laurell K. Hamilton.
Yuki Sōma, un personaje de la serie manga Fruits Basket, se transforma en una rata cuando es abrazado por un miembro del sexo opuesto o cuando se debilita.
Peter Pettigrew es un animago rata en la serie de libros de Harry Potter.
En el manga americano Gold Digger los hombres rata son una de las razas licantrópicas creadas por un hechicero llamado Iceron. Cinco personajes importantes son hombres rata. Sherissa, la casi inmortal líder de los clanes de hombres rata, Gothwrain, su criado, servidor y aparente enemigo y tres jóvenes guerreros y asesinos.